# 橋本帆乃香
橋本 帆乃香（はしもと ほのか、1998年7月5日 - ）は、愛知県名古屋市熱田区出身の日本の女子卓球選手。2017年四天王寺高校卒業後ミキハウスに入社。2025年4月、ミキハウスを退社し、デンソーに移籍。Tリーグは2021-22シーズに九州アスティーダ、2022-25シーズンに日本ペイントマレッツに所属していたが、2025年3月31日をもって契約を満了した。ITTF世界ランキング最高位は11位。段級位は5段。

## 人物・経歴
祖父・允至、父・明正は卓球用品店・タクシンスポーツを経営。5歳から小学6年まで実家が経営する卓伸クラブで祖父の指導を受ける。その後ミキハウスJSCで腕を磨き、四天王寺羽曳丘中学校卒業後四天王寺高校に進学、2016年の平成27年全日本卓球選手権大会（ジュニアの部）で準優勝、全国高等学校総合体育大会では田口瑛美子に敗れて準優勝、2016年の全国高等学校総合体育大会でも早田ひなに敗れ準優勝に終わった。
ITTFワールドツアーの転戦は2015年ごろからでシングルスの実績は少ないが、2016年には同じカットマン佐藤瞳とのダブルスのペアでオーストラリアオープン、ベラルーシオープン、オーストリアオープンで優勝をしている。
2017年1月の平成28年全日本卓球選手権大会では高校生カットマンとして30年ぶりにベスト4に入る。4月、四天王寺高校卒業後にミキハウスへ入社。同月開催のアジア選手権に代表に選出され、ダブルスでは佐藤瞳と出場し銅メダルを獲得。5月、ITTFチャレンジシリーズクロアチアオープンではシングルス、佐藤瞳と組んだダブルスで優勝し2冠を達成。
2019年4月の第55回世界卓球選手権個人戦にはダブルスに出場、佐藤瞳とのペアで出場したダブルスでは準決勝で同士討ちとなった伊藤美誠/早田ひなペアに2-4で敗れたものの銅メダルを獲得。
2021-22年シーズン、Tリーグの九州アスティーダに同じミキハウスの佐藤瞳とともに加入。
2022-23年シーズン、Tリーグの日本ペイントマレッツに同じミキハウスの佐藤瞳とともに移籍。
2024年は、日本卓球リーグにデンソーのゴールド選手として参戦している。WTTファイナルズ福岡では、佐藤瞳とのペアでダブルスに出場し、優勝を飾った。
2025年4月、ミキハウスを退社し、デンソーに移籍。WTTコンテンダー太原2025では、WTTシリーズのシングルス初優勝を果たした。

## プレースタイル
バックハンドサービスからカットを主体に試合を展開し、機を見て強打に転ずる。バックハンドで強打を打つこともある。

## 主な戦績
2015年
- 第54回大阪国際招待卓球選手権大会（ダブルス）：優勝（塩見紗希ペア）
- 東京卓球選手権大会（ジュニア）：優勝
- 全国高等学校総合体育大会（団体）：優勝、（シングルス）：準優勝、（ダブルス）：優勝（塩見紗希ペア）
- 第70回国民体育大会（少年女子）：優勝

2016年
- 平成27年度全日本卓球選手権大会 ジュニア女子シングルス 準優勝
- 第55回大阪国際招待選手権（シングルス）：準優勝
- ITTFワールドツアー・クウェートオープン（U-21）：準優勝
- ITTFワールドツアー・オーストラリアオープン（ダブルス）：優勝（佐藤瞳ペア）
- 全国高等学校総合体育大会（団体）：優勝、（シングルス）：準優勝、（ダブルス）：優勝（塩見紗希ペア）
- ITTFワールドツアー・ベラルーシオープン（ダブルス）：優勝（佐藤瞳ペア）
- ITTFワールドツアー・オーストリアオープン（ダブルス）：優勝（佐藤瞳ペア）

2017年
- 全日本卓球選手権大会（シングルス）：3位
- ITTFチャレンジ・ベラルーシオープン（シングルス）：準優勝
- ITTFチャレンジ・タイオープン（シングルス）：準優勝、（ダブルス）：優勝（佐藤瞳ペア）
- 第23回アジア卓球選手権（ダブルス）：3位（佐藤瞳ペア）
- ITTFチャレンジ・クロアチアオープン（シングルス）：優勝、（ダブルス）：優勝（佐藤瞳ペア）
- ITTFワールドツアープラチナ・オーストラリアオープン（ダブルス）：準優勝（佐藤瞳ペア）
- ITTFチャレンジ・ベルギーオープン（ダブルス）：優勝（佐藤瞳ペア）

2018年
- 全日本卓球選手権大会（ダブルス）：3位（佐藤瞳ペア）
- ITTFチャレンジ・スペインオープン（シングルス）：準優勝、（ダブルス）：優勝（佐藤瞳]ペア）
- ITTFチャレンジ・クロアチアオープン（ダブルス）：優勝（佐藤瞳ペア）
- ジャパントップ12卓球大会：準優勝
- ITTFチャレンジ・ポーランドオープン（シングルス）：準優勝

- ITTFチャレンジ・タイオープン（シングルス）：準優勝
- ITTFワールドツアープラチナ・オーストラリアオープン（ダブルス）：準優勝（佐藤瞳ペア）
- ITTFチャレンジ・ベルギーオープン（シングルス）：準優勝

2019年
- 全日本卓球選手権大会（ダブルス）：3位（佐藤瞳ペア）
- ITTFチャレンジプラス・ポルトガルオープン（シングルス）準優勝

- 第55回世界卓球選手権個人戦（ダブルス）：3位（佐藤瞳ペア）
- ITTFチャレンジ・クロアチアオープン（ダブルス）：準優勝（佐藤瞳ペア）
- ITTFチャレンジプラス・ノースアメリカンオープン（ダブルス）：優勝（佐藤瞳ペア）

2020年
- ITTFチャレンジ・スペインオープン（シングルス）：優勝
- ITTFチャレンジプラス・オマーンオープン（ダブルス）：優勝（佐藤瞳ペア）

2021年
- 全日本社会人選手権大会（シングルス）：準優勝

2022年
- WTTフィーダー ヨーロッパ夏季シリーズ（シングルス）：準優勝

2023年
- 全日本卓球選手権大会（ダブルス）：3位（佐藤瞳ペア）

2024年
- 全日本卓球選手権大会（ダブルス）：準優勝（佐藤瞳ペア）
- WTTフィーダー カッパドキア（ダブルス）：優勝（佐藤瞳ペア）
- WTTコンテンダー リオデジャネイロ（ダブルス）：優勝（佐藤瞳ペア）
- WTTスターコンテンダー バンコク（シングルス）：準優勝、（ダブルス）：優勝（佐藤瞳ペア）
- WTTフィーダー オロモウツ（シングルス）：優勝、（ダブルス）：優勝（佐藤瞳ペア）
- WTTフィーダー パナギュリシテ（シングルス）：準優勝、（ダブルス）：優勝（佐藤瞳ペア）
- WTTフィーダー ドーハ（ダブルス）：準優勝（佐藤瞳ペア）
- WTTファイナルズ 福岡（ダブルス）： 優勝（佐藤瞳ペア）

2025年
- WTTスターコンテンダー チェンナイ（シングルス）：準優勝
- WTTコンテンダー 太原（シングルス）：優勝
- 日本卓球リーグ選手権・ビッグトーナメント山梨大会（ダブルス）：準優勝（野村萌ペア）
- WTTコンテンダー ラゴス（シングルス）：優勝

## 最高成績

### 女子シングルス
- 全日本卓球選手権大会 3位（2017年）
- ITTFワールドツアー 優勝2回（クロアチア2017、スペイン2020）
- WTTシリーズ 優勝2回（コンテンダー 太原2025、ラゴス2025）
- WTTフィーダーシリーズ 優勝1回（WTTフィーダー オロモウツ2024）

### 女子ダブルス
- 全日本卓球選手権大会 準優勝（2024年）
- アジア卓球選手権 3位（2017）（佐藤瞳ペア）
- 世界卓球選手権 3位（ハンガリー2019）（佐藤瞳ペア）
- ITTFワールドツアー 優勝10回（オーストラリア2016、ベラルーシ2016、オーストリア2016、タイ2017、クロアチア2017、ベルギー2017、スペイン2018、クロアチア2018、ノースアメリカ2019、オマーン2020）（佐藤瞳ペア）
- WTTシリーズ 優勝3回（コンテンダー リオデジャネイロ2024、スターコンテンダー バンコク2024、ファイナルズ 福岡2024 ）（佐藤瞳ペア）
- WTTフィーダーシリーズ 優勝3回（フィーダー カッパドキア2024、フィーダー オロモウツ2024、フィーダー パナギュリシテ2024）（佐藤瞳ペア）

## Tリーグ戦績
|           | 所属チーム           | 背番号 | シングルス | シングルス | ダブルス | ダブルス | レギュラーシーズン表彰                                                    |
| 勝        | 所属チーム           | 背番号 | 負         | 勝         | 負       |          | レギュラーシーズン表彰                                                    |
| --------- | -------------------- | ------ | ---------- | ---------- | -------- | -------- | ------------------------------------------------------------------------- |
| 2021-2022 | 九州アスティーダ     | #75    | 12         | 7          | 11       | 7        | レギュラーシーズン最優秀選手賞、ベストペア、ベストオーダー賞【第1マッチ】 |
| 2022-2023 | 日本ペイントマレッツ | #75    | 11         | 4          | 4        | 4        | ベストオーダー賞【第4マッチ】                                             |
| 2023-2024 | 日本ペイントマレッツ | #75    | 13         | 3          | 2        | 2        | ベストオーダー賞【第4マッチ】                                             |
| 2024-2025 | 日本ペイントマレッツ | #75    | 18         | 5          | 4        | 1        | ベストオーダー賞【第3マッチ】                                             |

## 世界ランキング
|        | 1月 | 2月 | 3月 | 4月 | 5月 | 6月 | 7月 | 8月 | 9月 | 10月 | 11月 | 12月 |
| ------ | --- | --- | --- | --- | --- | --- | --- | --- | --- | ---- | ---- | ---- |
| 2016年 |     | 43  | 46  | 47  | 50  | 43  | 48  | 47  | 48  | 46   | 45   | 34   |
| 2017年 | 30  | 25  | 22  | 22  | 16  | 16  | 15  | 13  | 14  | 13   | 21   | 21   |
| 2018年 | 28  | 29  | 23  | 23  | 26  | 27  | 24  | 27  | 31  | 30   | 29   | 26   |
| 2019年 | 26  | 24  | 25  | 26  | 23  | 23  | 23  | 32  | 36  | 36   | 34   | 46   |
| 2020年 | 46  | 39  | 42  | 36  | -   | -   | -   | -   | -   | -    | 36   | 36   |
| 2021年 | 36  | 36  | 36  | 36  | 36  | 37  | 37  | 41  | 43  | 43   | 47   | 47   |
| 2022年 | 47  | 54  | 57  | 58  | -   | -   | 129 | 133 | 143 | 143  | 147  | 149  |
| 2023年 | 145 | 150 | 158 | 140 | 143 | 147 | -   | -   | -   | -    | -    | -    |
| 2024年 | -   | -   | -   | -   | 135 | 137 | 41  | 35  | 30  | 32   | 33   | 31   |
| 2025年 | 31  | 32  | 30  | 13  | 13  | 14  | 14  |     |     |      |      |      |

## テレビ番組
- 卓球ジャパン！ 佐藤瞳＆橋本帆乃香 素顔を深掘りSP（2025年1月11日、2025年1月18日、BSテレ東）[18]

## ギャラリー

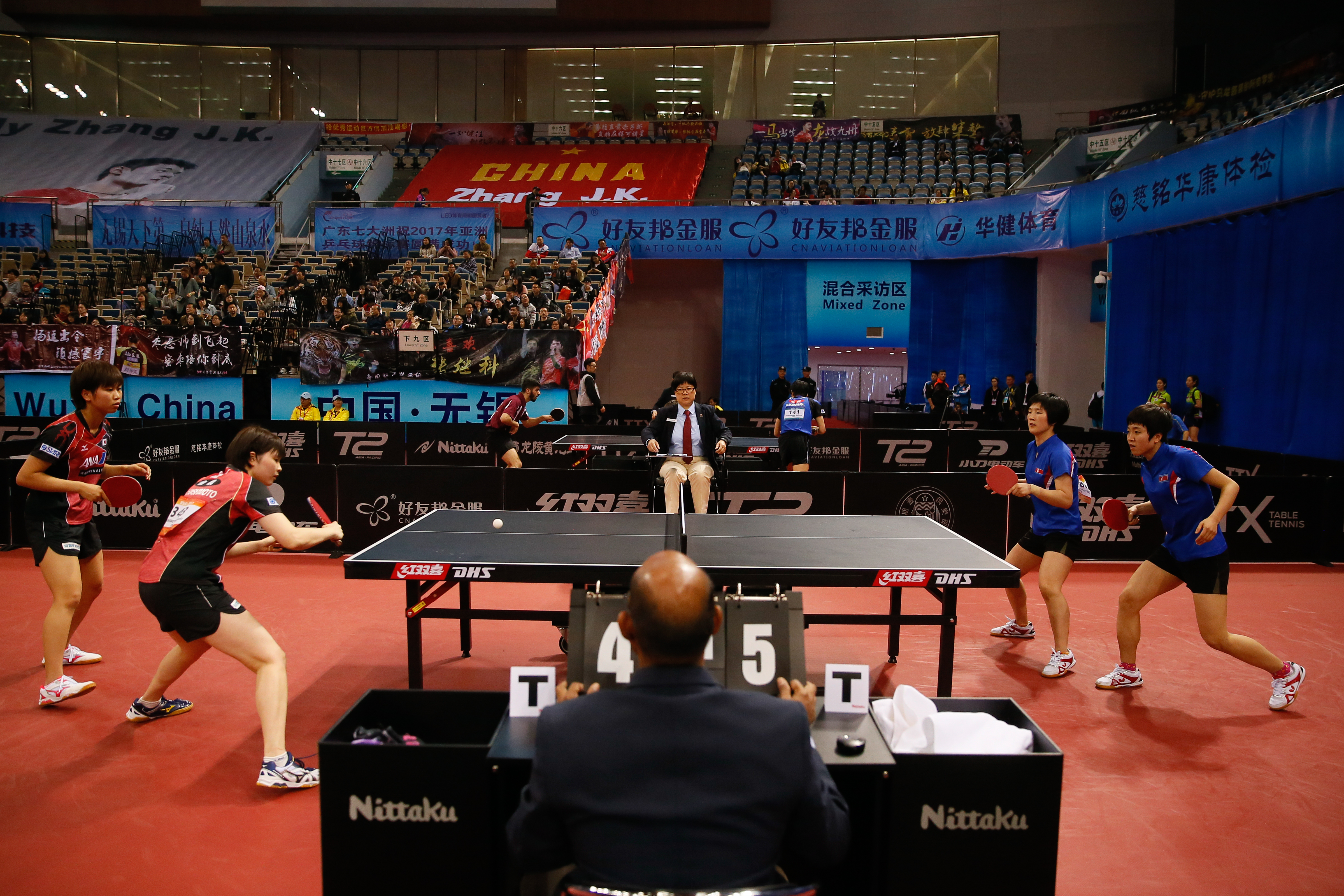
2017年アジア選手権ダブルス（左から2人目が橋本帆乃香）
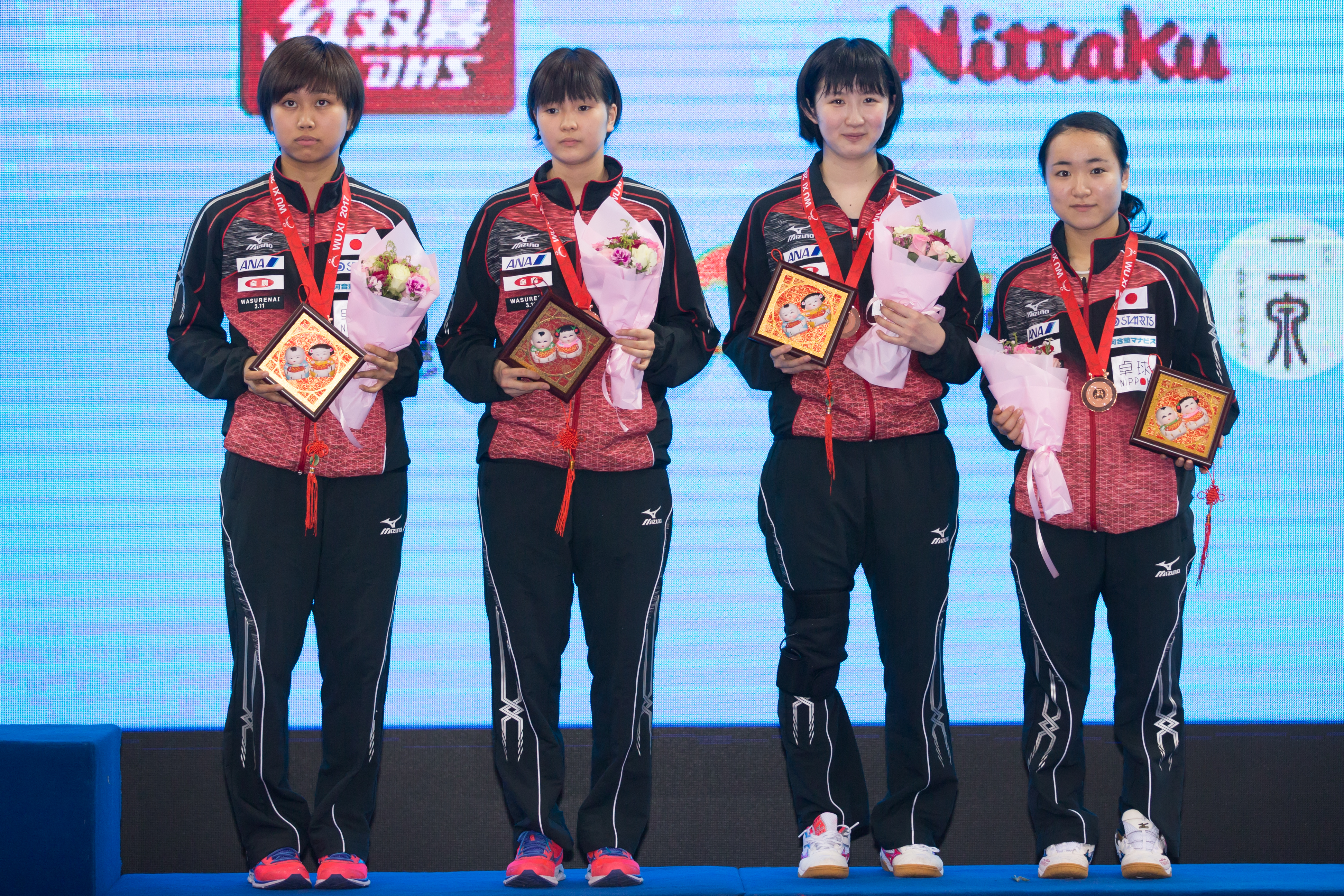
2017年アジア選手権ダブルスの表彰式（左から2人目が橋本帆乃香）
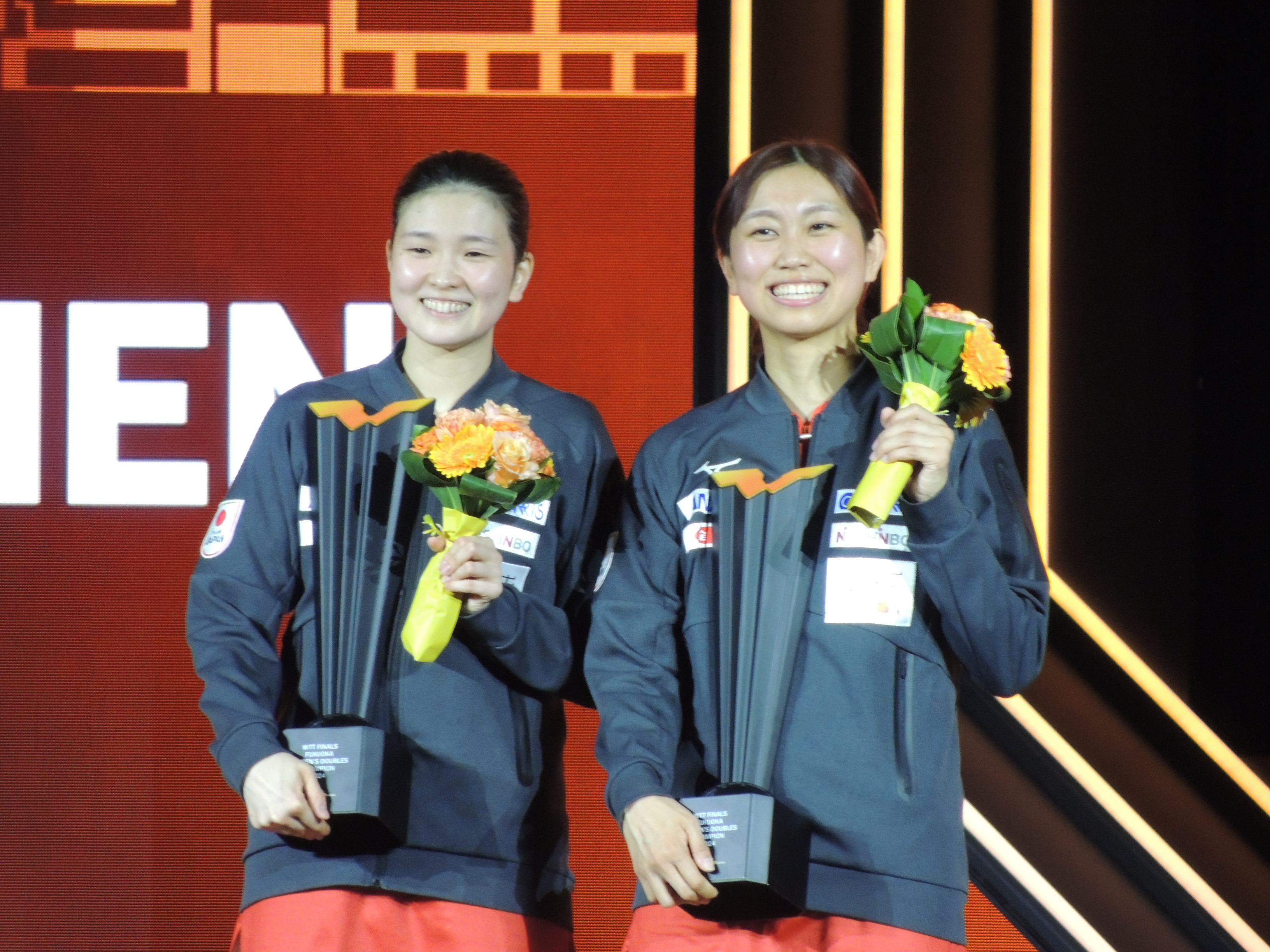
2024年WTTファイナルズ福岡ダブルスの表彰式（左が橋本帆乃香）